# Поштар (филм)
Поштар (итал. Il postino) је италијански филм снимљен 1994. у режији Мајкла Радфорда. Главне улоге тумаче Масимо Троизи, Филип Ноаре и Марија Грација Кучинота. Филм прати измишљену причу о великом чилеанском песнику Пабло Наруди и његовом односу са простодушним поштаром на кога је пренео љубав према поезији. 

## Кратак садржај
Пабло Неруда, чувени чилеански песник, педесетих година долази на мало острво у Италији, разлог је политичке природе. Његова жена је са њим. На острву, мештанин Марио Руполо је незадовољни рибар, то је морао постати, јер традиција је најбитнија за његовог оца. Марио ипак тражи други посао и бива унајмљен као лични поштар Пабла Неруде. Користи властити бицикл да би доносио Неруди разна писма (на острву нема аутомобила). Упркос слабом образовању, поштар постаје најбољи пријатељ Пабла Неруде и врши утицај на Нерудино политичко мишљење и поетско стваралаштво.
У међувремену, Марио пати за младом и лепом девојком по имену Беатриче Русо, која ради у локалном сеоском кафићу. Стидљив је пред њом, и тражи помоћ од Неруде. Марио непрекидно поставља питања Неруди везана за метафоре које овај користи у свом стваралаштву. Марио напредује у односима са Беатриче и изражава своју љубав кроз поезију. Упркос противљењу вези од стране Беатричине тетке, Беатриче се заљубљује у њега.
Њих двоје се узимају. Свештеник одбија Марију да узме Пабла за кума, из политичких разлога. Неруда убрзо добија радосне вести које кажу да он није више чилеански изгнаник, и враћа се у Чиле.
Марио му шаље писма, али не добија одговор. Неколико месеци касније стиже писмо од Неруде. Неколико година касније Неруда проналази Беатриче и њеног сина, Паблита. Неруда од ње сазнаје да је Марио умро пре него што се син родио.

## Улоге
| Глумац                  | Улога        |
| ----------------------- | ------------ |
| Масимо Троизи           | Марио Руполо |
| Филип Ноаре             | Пабло Неруда |
| Марија Грација Кучинота | Беатриче     |